# 이어흐더라이현
이어흐더라이현(베트남어: Ia H'Drai)은 베트남 중부 고원 지방 꼰뚬성의 현이다.

## 행정 구역
이어흐더라이 현에는 3개 사가 있다.
- 이어좀 (Ia Dom)
- 이어달 (Ia Đal)
- 이어떠이 (Ia Tơi)